# Stephan Schwartz
Stephan Schwartz (* 18. Oktober 1951 in Berlin) ist ein deutscher Film- und Fernsehschauspieler sowie Hörspiel- und Synchronsprecher.

## Leben und Werk
Der Sohn des Aufnahmeleiters Otto Schwartz hatte schon im Alter von drei Jahren seine ersten Rollen in Kinofilmen und trat in Kinderstücken am Hebbel-Theater auf. 1968 machte er ein Praktikum als Editor bei der Berliner Union-Film und arbeitete bis 1972 als Schnittassistent beim SFB. Seine Ausbildung zum Schauspieler absolvierte Stephan Schwartz von 1968 bis 1971 an der Max-Reinhardt-Schule in Berlin.
Danach spielte er an verschiedenen Theatern, etwa im Schauspielhaus Bochum, bei den Bad Hersfelder Festspielen, bei den Hamburger Kammerspielen und am Ernst Deutsch Theater. Außerdem spielte er in den Kinofilmen Victoria (schwedischer Wettbewerbsbeitrag in Cannes 1979), Beim nächsten Mann wird alles anders und Nichts als die Wahrheit sowie verschiedenen Fernsehfilmen und -serien, etwa Das Ding, Ein Kapitel für sich, Ein Fall für Zwei, Diese Drombuschs, Balko und Am Anfang war der Seitensprung. Eine durchgehende Rolle als Dr. Holbein hatte Stephan Schwartz in der Arztserie Freunde fürs Leben.
Bis 1996 war Stephan Schwartz die deutsche Synchronstimme von Tom Cruise. Oft heißt es, Schwartz habe aufgrund von Cruise’ Mitgliedschaft bei Scientology aufgehört, diesen zu synchronisieren. Diese Annahme gründet sich allerdings auf eine missverstandene, eigentlich scherzhafte Aussage Schwartz’ in einer Fernsehsendung. Außerdem sprach er Andy García, Bill Pullman, Martin Short, Kenneth Branagh und Joseph Fiennes sowie diverse Werbetrailer.
Stephan Schwartz ist der Vater der Schauspielerin Fiona Coors.

## Filmografie (Auswahl)
- 1956: Der Glockengießer von Tirol
- 1957: Und so was will erwachsen sein (Die Winzerin von Langenlois)
- 1958: Solang’ die Sterne glüh’n (Zirkuskinder)
- 1959: Der Haustyrann
- 1963: Der Würger von Schloss Blackmoor
- 1963: Hafenpolizei – Die Ausbrecher
- 1965: Die eigenen vier Wände
- 1969: Klassenkeile
- 1969: Van de Velde: Das Leben zu zweit – Die Sexualität in der Ehe
- 1972: Hamburg Transit – Rückflug in den Tod
- 1975: PS – Geschichten ums Auto
- 1975–1976: Unsere Penny (Fernsehserie, sieben Folgen)
- 1977: Tatort – Drei Schlingen (TV-Reihe)
- 1977: Der Weilburger Kadettenmord
- 1977: Onkel Silas (2 Teile)
- 1978: Derrick – Steins Tochter
- 1979: Das Ding
- 1979: Ein Kapitel für sich
- 1979: Victoria
- 1981: Die Jahre vergehen
- 1984: Jagger und Spaghetti
- 1985: Die Krimistunde (Fernsehserie, Folge 17, Episode: „Der Tag der Hinrichtung“)
- 1985: Mord im Spiel
- 1986: Ein Fall für zwei (Fernsehserie, Folge 42, Episode: „T.O.D.“)
- 1987: Die Krimistunde (Fernsehserie, Folge 27, Episode: „Ein glückliches Opfer“)
- 1989: Beim nächsten Mann wird alles anders
- 1989: Ein Fall für zwei (Fernsehserie, eine Folge)
- 1992–2001: Freunde fürs Leben (Fernsehserie, 98 Folgen)
- 1999: Nichts als die Wahrheit
- 2001: Tatort – Bienzle und der heimliche Zeuge
- 2001: Tatort – Totenmesse
- 2003: Der Bulle von Tölz: Strahlende Schönheit
- 2003: Adelheid und ihre Mörder – Katzenjammer
- 2009: Tatort – Im Netz der Lügen
- 2011: Tatort – Tod einer Lehrerin
- 2012: Heiratsschwindler küsst man nicht
- 2013: In aller Freundschaft (Sirenengesang – Episodenrolle)[3]
- 2014: Tatort – Der Hammer

## Hörspiele (Auswahl)
- 1984: Per Wahlöö: Mord im 31. Stock – Regie: Gottfried von Einem (Kriminalhörspiel – RB)
- 2012: Matthias Wittekindt: Die blaue Jacht. Regie: Sven Stricker. (Radio-Tatort – NDR)

## Synchronsprecher (Auswahl)
Andy García
- 1988: Amerikanisches Roulette als Carlos Quintas
- 1989: Black Rain als Charlie
- 1990: Internal Affairs – Trau’ ihm, er ist ein Cop als Raymond Avilla
- 1991: Schatten der Vergangenheit als Gray Baker
- 1992: Ein ganz normaler Held als John Bubber
- 1994: When a Man Loves a Woman – Eine fast perfekte Liebe als Michael Green
- 1995: Das Leben nach dem Tod in Denver als Jimmy „The Saint“ Tosnia
- 1997: Harlem, N.Y.C. – Der Preis der Macht als Lucky Luciano
- 1998: Desperate Measures als Frank Conner
- 1999: Ticket to Love als Gary Starke
- 2001: Charlie und das Rentier als Tom Sullivan
- 2001: Ein Mann für geheime Stunden als Byron Tiller
- 2002: Ocean’s Eleven als Terry Benedict
- 2003: Confidence als Gunther Butan
- 2004: Modigliani – Ein Leben in Leidenschaft als Amedeo Modigliani
- 2004: Ocean’s 12 als Terry Benedict
- 2007: Die Macht des Schicksals als Fingers
- 2007: Ocean’s 13 als Terry Benedict
- 2009: La Linea – The Line als Javier Salazar
- 2010: La Linea 2 als Jorge Garza
- 2011: Meet the Rizzos als Vince Rizzo
- 2012: Die dunkle Wahrheit als Jack Begosian
- 2013: Ein Tag in Middleton als George Hartman
- 2014: Rob the Mob – Mafia ausrauben für Anfänger als Big Al
- 2015: Weihnachten in Conway als Duncan Mayor
- 2015: Let’s be Cops – Die Party Bullen als Brolin
- 2016: Gottes General – Schlacht um die Freiheit als Enrique Gorostieta
- 2018: Mamma Mia! Here We Go Again als Fernando Cienfuegos

Fabrice Luchini
- 1984: Vollmondnächte als Octave
- 1987: Vier Abenteuer von Reinette und Mirabelle als Galerist
- 1990: Die Verschwiegene als Antoine
- 1992: Casanovas Rückkehr als Camille
- 1993: Der Baum, der Bürgermeister und die Mediathek oder Die 7 Zufälle als Marc Rossignol
- 1999: Ein Mann in Nöten als Didier Temple
- 2010: Nur für Personal! als Jean–Louis Joubert
- 2012: In ihrem Haus als Germain Germain
- 2014: Gemma Bovery – Ein Sommer mit Flaubert als Martin Joubert

Tom Cruise
- 1986: Top Gun – Sie fürchten weder Tod noch Teufel als LT Pete „Maverick“ Mitchell
- 1986: Die Farbe des Geldes als Vincent Lauria
- 1988: Cocktail als Brian Flanagan
- 1988:  Rain Man als Charlie Babbit
- 1989: Geboren am 4. Juli als Ron Kovic
- 1990: Tage des Donners als Cole Trickle
- 1992: Eine Frage der Ehre als Lt. j.g. Daniel Kaffee, USN
- 1993: Die Firma als Mitch McDeere
- 1994: Interview mit einem Vampir als Lestat de Lioncourt
- 1996: Mission: Impossible als Ethan Hunt

Bill Pullman
- 1987: Mel Brooks’ Spaceballs als Lone Starr
- 1992: Nicht ohne meinen Koffer als York Daley
- 1995: Während Du schliefst als Jack Callaghan
- 1999: Spy Games – Agenten der Nacht als Harry Howe/ Ernie Halliday
- 2000: Schuldig – Ein mörderischer Auftrag als Callum Crane

John Lone
- 1987: Der letzte Kaiser als Kaiser Pu Yi/ Henry (Erwachsener)
- 1988: Wilde Jahre in Paris als Bertram Stone

Dylan McDermott
- 1991: Land der Vergessenen als McComas
- 2005: Die letzten Mieter als Harry Lesser

David Duchovny
- 1992: Wilde Orchidee 3 als Jake Winters
- 2014: Zicke Zacke Ziegenkacke als Goat Man

Jacques Gamblin
- 1995: Auf das Leben, auf den Tod! als Patrick
- 2010: Der Name der Leute als Arthur Martin

Gilbert Melki
- 2003: Monsieur Ibrahim und die Blumen des Koran als Momos Vater
- 2007: Anna M. als Dr. André Zanevsky

Bruce Greenwood
- 2004: Being Julia als Lord Charles
- 2008: The Summit – Todesvirus beim Gipfeltreffen als Richard Adderly

### Filme
- 1984: Im Westen nichts Neues (1930) – Lew Ayres als Paul Bäumer
- 1985: Zurück in die Zukunft – Crispin Glover als George McFly
- 1986: Jean Florette – Daniel Auteuil als Ugolin
- 1986: Manhunter – Roter Drache – William Petersen als Will Graham
- 1989: Kopf an Kopf – Richard E. Grant als Denis Bagley (1. Kopf)
- 1989: Das Bankentrio – Martin Short als Ned Perry
- 1991: Verliebt in die Gefahr – Andrew McCarthy als David Raybourne
- 2004: Der große Bluff – James Stewart als Thomas Jefferson Destry, Jr.

### Serien
- 1984: Per Anhalter durch die Galaxis – David Dixon als Ford Prefect
- 1988: V – Die außerirdischen Besucher kommen – Peter Nelson als Brian
- 1993: Hitler zu verkaufen – Jonathan Pryce als Gerd Heidemann
- 1993–1995: Als die Tiere den Wald verließen – Rupert Farley als Fuchs
- 2003–2010: Hautnah – Die Methode Hill – Robson Green als Dr. Tony Hill
- 2005–2008: The Dead Zone – Sean Patrick Flanery als Vize–Präsident Greg Stillson
- 2009: Ghost Whisperer – Stimmen aus dem Jenseits – William R. Moses als Cliff Sturges
- 2011–2013: Die Borgias – Colm Feore als Giuliano Della Rovere
- 2013: Borgen – Gefährliche Seilschaften – Jens Albinus als Jon Berthelsen

### Videospiele
- Blade Runner als Ray McCoy
- Mafia: The City of Lost Heaven als Thomas Angelo
- Far Cry 2 als Der Schakal
- Mass Effect 2 als Legion
- Mass Effect 3 als Legion
- Overclocked als David McNamara
- The Raven: Vermächtnis eines Meisterdiebs als Nicolas Legrand